# Henschel Hs 123
Henschel Hs 123 var en tysk störtbombare (biplan) från andra världskriget.
Desigen av planet började 1933 och då prototypen första gången flög 1935 var den överlägsen konkurrenten Fieseler Fi 98. Den tredje prototypen var den första att utrustas med vapen. Under testflygningar i Rechlin förolyckades två av prototyperna då deras vingar lossnade under dykning. Detta ledde till att en fjärde prototyp togs fram där man åtgärdat strukturfelet. Trots att en förbättrad variant togs fram (Hs 123B) med utökad beväpning, innesluten cockpit och kraftfullare motor valde Luftwaffe Junkers Ju 87 istället. Det var också därför dess karriär som störtbombare enbart varade i cirka ett år, då Ju 87:an började ersätta den i denna roll 1937. Planet kvarstod dock i aktiv tjänst i närunderstödsrollen fram till 1944. Totalt tillverkades 602 plan fram till 1938, då produktionen stoppades.
Under spanska inbördeskriget flög fem Hs 123:or med Kondorlegionen.